# Liste der amtierenden deutschen Landesjustizminister
Landesjustizminister leiten die für Rechtspflege zuständige Oberste Landesbehörde in den deutschen Ländern. Der Geschäftsbereich Justiz wird in der Regel in jedem Land durch ein eigenes Justizministerium verwaltet.
Im Rahmen des kooperativen Föderalismus arbeiten die Justizminister der Länder in der Konferenz der Justizministerinnen und Justizminister (kurz: Justizministerkonferenz, JuMiKo) zusammen, an deren Sitzungen auch der für Justiz zuständige Bundesminister regelmäßig teilnimmt. Durch ihre Mitgliedschaft im Bundesrat – insbesondere in dessen Rechtsausschuss – wirken die Justizminister an der Gesetzgebung des Bundes mit.

## Amtierende Landesjustizminister der deutschen Länder
Momentan bekleiden 16 Personen (elf Frauen und fünf Männer) das Amt eines Landesjustizministers. Acht Amtsinhaber gehören den Unionsparteien (CDU/CSU) an, vier sind Mitglied der SPD, Bündnis 90/Die Grünen stellt zwei Ressortchefs und Die Linke und FDP je einen.
Die längste Amtszeit der gegenwärtig amtierenden Landesjustizminister weist Georg Eisenreich (CSU, seit 2018 in Bayern) auf.
| Land                   | Oberste Landesbehörde                                        | Amtsinhaber/in         | Amtsantritt        | Regierung/en 1                   | Partei | Partei                | Bild |
| ---------------------- | ------------------------------------------------------------ | ---------------------- | ------------------ | -------------------------------- | ------ | --------------------- | ---- |
| Baden-Württemberg      | Ministerium der Justiz und für Migration                     | Marion Gentges         | 12. Mai 2021       | Kretschmann III                  |        | CDU                   |      |
| Bayern                 | Bayerisches Staatsministerium der Justiz                     | Georg Eisenreich       | 12. November 2018  | Söder II Söder III               |        | CSU                   |      |
| Berlin                 | Senatsverwaltung für Justiz und Verbraucherschutz            | Felor Badenberg        | 27. April 2023     | Wegner                           |        | CDU                   |      |
| Brandenburg            | Ministerium der Justiz und für Digitalisierung               | Benjamin Grimm         | 11. Dezember 2024  | Woidke IV                        |        | SPD                   |      |
| Bremen                 | Die Senatorin für Justiz und Verfassung                      | Claudia Schilling      | 15. August 2019    | Bovenschulte I Bovenschulte II   |        | SPD                   |      |
| Hamburg                | Behörde für Justiz und Verbraucherschutz                     | Anna Gallina           | 10. Juni 2020      | Tschentscher II Tschentscher III |        | Bündnis 90/Die Grünen |      |
| Hessen                 | Hessisches Ministerium der Justiz und für den Rechtsstaat    | Christian Heinz        | 18. Januar 2023    | Rhein II                         |        | CDU                   |      |
| Mecklenburg-Vorpommern | Ministerium für Justiz, Gleichstellung und Verbraucherschutz | Jacqueline Bernhardt   | 15. November 2021  | Schwesig II                      |        | Die Linke             |      |
| Niedersachsen          | Niedersächsisches Justizministerium                          | Kathrin Wahlmann       | 8. November 2022   | Weil III Lies                    |        | SPD                   |      |
| Nordrhein-Westfalen    | Ministerium der Justiz                                       | Benjamin Limbach       | 29. Juni 2022      | Wüst II                          |        | Bündnis 90/Die Grünen |      |
| Rheinland-Pfalz        | Ministerium der Justiz                                       | Philipp Fernis         | 2. April 2025      | Schweitzer                       |        | FDP                   |      |
| Saarland               | Ministerium der Justiz                                       | Petra Berg             | 26. April 2022     | Rehlinger                        |        | SPD                   |      |
| Sachsen                | Sächsisches Staatsministerium der Justiz                     | Constanze Geiert       | 19. Dezember 2024  | Kretschmer III                   |        | CDU                   |      |
| Sachsen-Anhalt         | Ministerium für Justiz und Verbraucherschutz                 | Franziska Weidinger    | 16. September 2021 | Haseloff III                     |        | CDU                   |      |
| Schleswig-Holstein     | Ministerium für Justiz und Gesundheit                        | Kerstin von der Decken | 29. Juni 2022      | Günther II                       |        | CDU                   |      |
| Thüringen              | Ministerium für Justiz, Migration und Verbraucherschutz      | Beate Meißner          | 13. Dezember 2024  | Voigt                            |        | CDU                   |      |